# Area 15 di Brodmann
L'area 15 di Brodmann è una delle suddivisioni della corteccia cerebrale del cervello proposte da Brodmann.
L'area 15 è stata studiata da Brodmann nelle scimmie guenon. Non è stata trovata nessuna struttura equivalente negli umani, anche se attraverso esperimenti di risonanza magnetica funzionale sono state trovate delle strutture che possono essere ritenute omologhe nel cervello umano.

## Anatomia

### Anatomia macroscopica
L'area 15 è localizzata nella parte dell'insula vicino al lobo temporale e nella parte del lobo temporale anteriore rivolto verso l'insula. È sepolta nella scissura di Silvio, perciò non è visibile sulla superficie del cervello senza ricorrere a una dissezione.

### Citoarchitettura
L'area 15, come tutte le aree di Brodmann, è definita in base alla citoarchittettura della regione della corteccia. La corteccia nell'area 15 è più fine rispetto al resto dell'insula e del lobo temporale. Lo strato molecolare (I) è insolitamente ampio; lo streto granulare esterno (II) e lo strato piramidale esterno (III) sono meno densi; lo strato granulare interno (IV) è totalmente assente, per questo le cellule piramidali di media grandezza dello strato III e lo strato piramidale interno (V) si fondono con poche cellule granulari isolate sparse sui margini. Lo strato multiforme (VI) si divide in un substrato (VIa) più denso di cellule e in un substrato (VIb) meno denso di cellule. Come nell'area 14 di Brodmann, il sottostrato VIb si fonde con l'adiacente claustro. Le cellule nello strato interno VI formano file tangenziali simili alle formazioni presenti nell'area 10 e nell'area 11.

### Negli umani
L'area 15 di Brodmann è una delle aree che non è stata trovata negli umani; però dei gruppi di ricerca hanno trovato un'area vicina alla sua posizione anatomica, con funzioni simili.

## Funzioni
L'area 15 è il bersaglio corticale che riceve le informazioni provenienti dai nervi di Hering. Riceve anche informazioni dal seno della carotide circa la pressione sanguigna e informazioni sulla chimica sanguigna dal cervello. Il nervo prende le sue informazioni dai barorecettori e chemiorecettori localizzati sull'arteria carotide. Questa regione è attiva durante gli attacchi di panico.